# Will Peltz
William "Will" Peltz, född 30 maj 1986 i New York, är en amerikansk skådespelare. Han är bland annat känd för att medverka i filmer som In Time, Abduction, The Collection och Unfriended. Han har nio syskon (sju helsyskon och två halvsyskon), däribland skådespelerskan Nicola Peltz och ishockeyspelaren Brad Peltz.
Will Peltz är son till affärsmannen Nelson Peltz (född 1942). Han flyttade till Los Angeles år 2009 för att få en karriär som skådespelare.